# Вајсенбрун
Вајсенбрун (њем. Weißenbrunn) општина је у њемачкој савезној држави Баварска. Једно је од 18 општинских средишта округа Кронах. Према процјени из 2010. у општини је живјело 3.062 становника. Посједује регионалну шифру (AGS) 9476185.

## Географски и демографски подаци
Вајсенбрун се налази у савезној држави Баварска у округу Кронах. Општина се налази на надморској висини од 330 метара. Површина општине износи 26,4 km². У самом мјесту је, према процјени из 2010. године, живјело 3.062 становника. Просјечна густина становништва износи 116 становника/km².

## Међународна сарадња
| Мјесто | Држава  | Врста сарадње | Од    |
| ------ | ------- | ------------- | ----- |
| Арцано | Италија | партнерство   | 2004. |
| Извор  |         |               |       |